# Bell ARH-70
Der Bell ARH-70 war ein in der Entwicklung befindlicher Aufklärungshubschrauber, der den OH-58D Kiowa Warrior ersetzen sollte. Das Programm wurde nach technischen Problemen und massiven Kostenüberschreitungen am 16. Oktober 2008 abgebrochen. In den US-Medien wurde der ARH-70 auch Arapaho genannt, obwohl das US-Militär in einer Pressemitteilung bekannt gab, dass es sich dabei nicht um einen offiziellen Namen handelt. Ursprünglich wurde der ARH-70 als RAH-70A bezeichnet, womit er zunächst das Bezeichnungsschema des RAH-66 Comanche übernahm. Die Entwicklung des ARH war nach Angaben von Bell Helicopter zu 50 % fertiggestellt.

## Entwicklung
Die Entwicklung des ARH-70 (ARH = Armed Reconnaissance Helicopter) lässt sich auf die hohen Verluste des OH-58D im Irakkrieg 2003 zurückführen. Der in die Jahre gekommene Kiowa Warrior konnte den Anforderungen der urbanen Kriegsführung nicht mehr gerecht werden, weshalb er ursprünglich durch den RAH-66 Comanche ersetzt werden sollte. Dieser war zu diesem Zeitpunkt bereits 20 Jahre in der Entwicklung, was sich in massiven Kostenüberschreitungen bemerkbar machte. Als man feststellte, dass der Comanche für den Städtekampf ebenfalls ungeeignet war, da er auf Grund seiner Tarnkappeneigenschaften eine zu geringe Panzerung hatte, wurde das Programm eingestellt. Da die Verluste des OH-58 anhielten, war der Bedarf nach Ersatz weiterhin vorhanden, weshalb man zunächst UAVs anschaffen wollte. Allerdings stand zu diesem Zeitpunkt noch kein senkrecht startendes Muster zur Verfügung, welches eine ausreichende Leistung aufgewiesen hätte. Deshalb begann die US Army mit der Suche, nach einem kurzfristig einsetzbaren Ersatzmuster. Daraufhin reichten sowohl Boeing als auch Bell verschiedene Vorschläge ein. Boeings Vorschlag bestand aus einem überarbeiteten MH-6 Little Bird, dem MH-6M Mission Enhanced Little Bird (MELB). Bells Vorschlag sah eine Überarbeitung des Bell 407 vor, welcher mit einer stärkeren Turbine ausgestattet werden sollte, um den höheren Anforderungen gerecht zu werden. Am 29. Juli 2005 erhielt Bell den Zuschlag und einen Vertrag über den Bau von 368 Hubschraubern, wobei der Gesamtbedarf der US Army auf 512 Maschinen ermittelt wurde.
Um die militärischen Aufgabe erfüllen zu können, mussten am Ausgangsmuster eine Reihe von Änderungen vorgenommen werden. So sind mehrere Zusatzsysteme installiert worden, wie zum Beispiel Warnsysteme, FLIR, Laser-Zielsucher, sowie umfassende Navigations- und Kommunikationssysteme. Teile des Rumpfes sind verstärkt worden, um Beschuss standhalten zu können. Das daraus resultierende höhere Gesamtgewicht wird mit der stärkeren Honeywell HTS900-2-Turbine ausgeglichen.
Am 20. Juli 2006 startete mit dem Jungfernflug des ersten ARH-70A-Prototypen Bell das Testprogramm auf der XworX-Anlage in Arlington, Texas. Allerdings verzögerte sich die Entwicklung, nachdem einer von vier Prototypen am 21. Februar 2007 abstürzte. Am 22. März 2007 stoppte die US-Armee das Programm zunächst, nachdem die Entwicklungskosten von 210 Millionen auf über 300 Millionen US-$ anstiegen. Nachdem Bell 30 Tage Zeit eingeräumt wurde, einen Plan auszuarbeiten, um die Kostenüberschreitung einzudämmen, wurden die Arbeiten am 18. Mai desselben Jahres fortgesetzt. Als neuere Kostenschätzungen eine Budgetüberschreitung von 40 % feststellten, wurde am 9. Juli 2008 Nunn-McCurdy mit der Überprüfung des ARH-70-Programms beauftragt. Im August 2008 wurden, nach Anweisung der US-Armee, die Arbeiten erneut eingestellt, bis zur Vorlage des Nunn-McCurdy-Abschlussberichts. Als in diesem eine Gesamtkostenüberschreitung von ca. 70 % erwartet wurde, wurde die Entwicklung des ARH-70 komplett eingestellt. Inzwischen ist noch kein Nachfolgemuster für den Kiowa ausgewählt. Als mögliche Alternativen werden sowohl unbemannte Systeme als auch ein neuer Hubschrauber genannt.

## Technische Daten
| Kenngröße             | Daten                                                     |
| --------------------- | --------------------------------------------------------- |
| Rumpflänge            | 10,57 m                                                   |
| Rotordurchmesser      | 10,66 m                                                   |
| Höhe                  | 3,31 m                                                    |
| Zuladung              | 847 kg                                                    |
| Leermasse             | 1.178 kg                                                  |
| max. Startmasse       | 2.722 kg                                                  |
| Höchstgeschwindigkeit | 259 km/h                                                  |
| Marschgeschwindigkeit | 209 km/h                                                  |
| Dienstgipfelhöhe      | 4.115 m                                                   |
| Schwebehöhe           | - mit Bodeneffekt: 3.900 m - ohne Bodeneffekt: 3.200 m    |
| Steigleistung         | 6,4 m/s                                                   |
| Reichweite            | 580 km                                                    |
| Triebwerke            | eine Honeywell HTS900-2-Gasturbine mit 970 WPS (723 kW)   |
| Bewaffnung            | - ein GAU-19 12,7-mm-Gatlinggeschütz - 70-mm-Hydraraketen |